# Joseph Ignace Waterschoot
Joseph Ignace Waterschoot OPraem (* 16. März 1911 in Oud-Turnhout, Belgien; † 20. April 1990) war ein belgischer Ordensgeistlicher und römisch-katholischer Apostolischer Vikar von Lolo.

## Leben
Joseph Ignace Waterschoot trat der Ordensgemeinschaft der Prämonstratenser bei und empfing am 24. August 1934 das Sakrament der Priesterweihe. Am 21. September 1949 bestellte ihn Papst Pius XII. zum Apostolischen Präfekten von Lolo.
Am 2. Juli 1962 wurde Joseph Ignace Waterschoot infolge der Erhebung der Apostolischen Präfektur Lolo zum Bistum erster Bischof von Lolo. Der Erzbischof von Coquilhatville, Hilaire Marie Vermeiren MSC, spendete ihm am 2. September desselben Jahres die Bischofsweihe; Mitkonsekratoren waren der emeritierte Apostolische Vikar von Buta, Charles Alphonse Armand Vanuytven OPraem, und der Bischof von Lisala, François Van den Berghe CICM.
Waterschoot nahm an der ersten und zweiten Sitzungsperiode des Zweiten Vatikanischen Konzils teil. Am 28. August 1987 nahm Papst Johannes Paul II. das von Joseph Ignace Waterschoot aus Altersgründen vorgebrachte Rücktrittsgesuch an.